# Nuno Marques Pereira
Nuno Marques Pereira (Cairu, 1652 — Lisboa, 9 de dezembro de 1728) foi um padre e escritor de cunho moralista luso-brasileiro do barroco.

## Biografia
Muito pouco se sabe sobre a vida do padre, autor de uma obra que o livrou do olvido, e que obteve uma grande aceitação, ao seu tempo, tendo merecido sucessivas reedições, e conhecida abreviadamente como “O Peregrino da América”.

### Dúvidas sobre o nascimento
Diversos autores, como José Veríssimo, dão-no como nascido provavelmente em Cairu, na Bahia, embora o médico e historiador Afrânio Peixoto acredite que seu nascimento tenha ocorrido em Portugal.
Diversas passagens de sua obra única parecem dar razão à hipótese de Peixoto, mas o pesquisador português Diogo Barbosa Machado (in: “Biblioteca Lusitana”) corrobora o nascimento na Vila de Cairu, a catorze léguas de Salvador.
Se dúvidas existem quanto ao local do nascimento, parecem confluir os pesquisadores na ideia de que sua erudição tenha sido obtida na metrópole.

## Registros esparsos
As dúvidas sobre pontos obscuros da vida do Padre Nuno Marques prosseguem. O historiador Pedro Calmon assinala que teria viajado para as então chamadas “Minas de São Paulo” (atual estado de Minas Gerais) – razão primacial de sua narrativa extensa – em função de uma condenação que identificara numa carta do então Governador-Geral, Dom Rodrigo da Costa, referência a uma condenação de Nuno Marques expedida pelo Juiz de Camamu, em 1704.
A publicação do seu livro foi pelo autor solicitada ao Mestre de Campo Manuel Nunes Viana, rico minerador das Gerais que, tendo sido preso em 1725 e que fora autorizado pelo Rei ir a Lisboa, recebeu também essa incumbência.
A obra foi publicada, efetivamente, em 1728, obtendo todas as aprovações necessárias, que então se exigiam para os livros impressos.

## O livro do peregrino da América
Seu título é bastante longo. Na grafia original, chamou-se:
Compendio narrativo do peregrino da america em que se tratam varios discursos Espirituaes, e moraes, com muitas advertencias, e documentos contra os abusos, que se achão introdusidos pela malicia diabolica no Estado do Brasil. Dedicado à Virgem da Vitória , emperatris do ceo, rainha do mundo, e Senhora da Piedade, Mãy de Deos
Foi publicado na “Officina de Manoel Fernandes da Costa, Impressor do Santo Officio”, na primeira edição, de 497 páginas. O sucesso desta fez com que se seguissem outras quatro, em  1731, 1752, 1760 e 1765, sendo que a segunda e a terceira obtiveram, além das licenças ordinárias, o acréscimo do “Privilégio Real”.
Um segundo volume, manuscrito, foi sendo reproduzido através de cópias, algumas delas conflitantes nas versões, sendo publicado finalmente, em edição conjunta com o primeiro, pela Academia Brasileira de Letras, no ano de 1939, intitulada de “Compêndio Narrativo do Peregrino da América”, com notas e comentários de Francisco Adolfo de Varnhagen, Leite de Vasconcelos, Afrânio Peixoto, Rodolfo Garcia e Pedro Calmon.

## Análise da obra

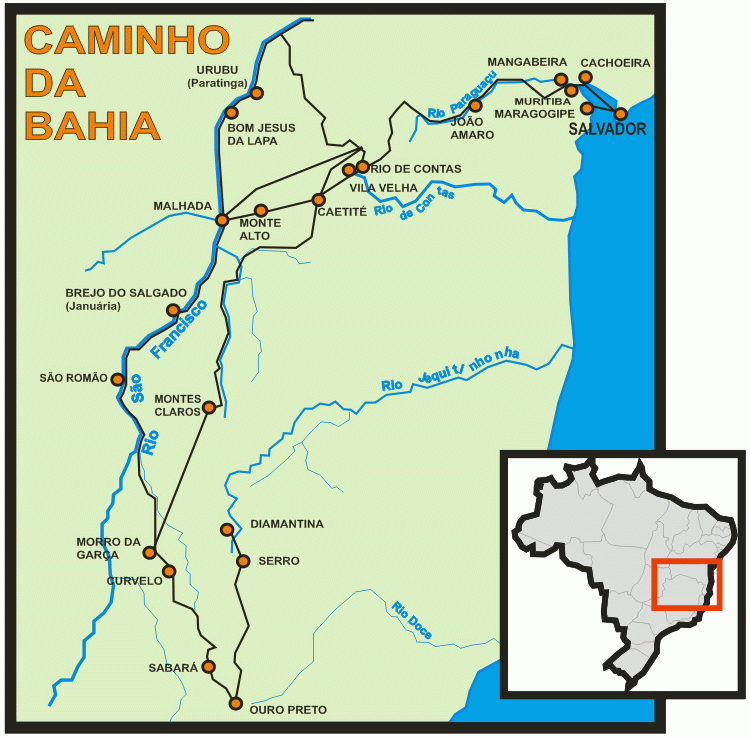
O Caminho da Bahia, imagem que ilustra o possível percurso do Peregrino

De cunho eminentemente religioso e, por conseguinte, moralista, o livro mescla uma viagem – que pode ter sido imaginária – com personagens a dialogar com o peregrino, possivelmente o próprio autor.
Sobre o autor, bem como seu livro, o historiador literário José Veríssimo (in: História da Literatura Brasileira, domínio público) registra:
"Dos seus estudos, vida e feitos nada se conhece, que não seja suspeito de infundado. Era presbítero secular. No intuito piedoso de denunciar ou de emendar os costumes do Estado, que se lhe antolhavam péssimos, escreveu o livro citado, único lavor literário que se lhe sabe, e cujo título completo lhe define o estímulo e propósito. Chama-se compridamente: Compêndio narrativo do peregrino da América em que se tratam vários discursos espirituais e morais com muitas advertências e documentos contra os abusos que se acham introduzidos pela milícia diabólica no Estado do Brasil.
O Peregrino da América, como abreviadamente se lhe chama, não é de modo algum um conto ou novela, não tem o menor parentesco com a chamada literatura de cordel, cousa que no Brasil é do século XIX, quando aqui apareceu como imitação seródia ou contrafação da portuguesa, então já em decadência. Não se pode dizer que o livro de Marques Pereira haja iniciado o gênero romanesco ou novelístico no Brasil. É, porém, uma ficção, como o são também os Diálogos das grandezas do Brasil. Uma ficção de fim e caráter religioso, obra de devoção e edificação. Consiste totalmente a ficção em o autor, ou quem finge escrever a narrativa, dizer-se um peregrino ou viajor que trata da sua salvação (p. 3, ed. 1728) e que andando pelo mundo aproveita ensejos e oportunidades de doutrinar cristãmente os diversos interlocutores que se lhe deparam, e esse mundo que, segundo um destes, o Ancião do cap. I, "é estrada de peregrinos e não lugar nem habitação de moradores, porque a verdadeira pátria é o Céu". Este pensamento do misticismo cristão é o de todo o livro. Nem ele tem outra fabulação que os repetidos fingidos encontros do Peregrino com indivíduos com quem troca reflexões morais e religiosas, no propósito manifesto de os doutrinar. Seria ele de todo desinteressante para nós, que não nos compadecemos mais com estas exortações parenéticas, se o autor lhes não houvesse frequentemente misturado cousas da vida real, contado anedotas, citado ditos e reflexões profanas, aplicado a sua doutrina e moralidade a casos concretos, revendo a vida e os costumes do tempo e lugar, referido fatos da sua experiência e feito considerações através das quais divisamos sentimentos e ideias contemporâneas e aspectos da existência colonial. Infelizmente esta feição do seu livro, que seria para nós hoje a mais importante e aprazível, é de muito excedida pela de prédica de moral caturra e trivialíssima, na pior maneira do mau estilo da época. Os moralistas só os sofremos em literatura com originalidade, agudeza e bom estilo. Nada salva, pois, o Peregrino da América de ser a sensaboria que se tornou mal passado o século em cujo primeiro terço foi publicado. Não pensavam assim os seus contemporâneos. Este livro, que raros serão capazes de ler integralmente, foi um dos mais lidos no seu tempo e no imediatamente posterior, como provam as cinco edições que dele se fizeram em menos de quarenta anos, número considerável para a época."

## Academia Brasileira de Letras
Nuno Marques foi escolhido para o patronato da cadeira 7 do Silogeu Brasileiro, quando da criação da categoria dos Membros Correspondentes.